# Värjaren
Värjaren är en sjö i Strömsunds kommun i Jämtland och ingår i Ångermanälvens huvudavrinningsområde. Sjön är 53 meter djup, har en yta på 11,6 kvadratkilometer och befinner sig 580,2 meter över havet. Värjaren ligger i Frostvikenfjällen Natura 2000-område. Sjön avvattnas av vattendraget Lejarälven. Vid provfiske har röding och öring fångats i sjön.

## Delavrinningsområde
Värjaren ingår i det delavrinningsområde (719104-144093) som SMHI kallar för Utloppet av Värjaren. Medelhöjden är 699 meter över havet och ytan är 56,95 kvadratkilometer. Räknas de 25 avrinningsområdena uppströms in blir den ackumulerade arean 119,28 kvadratkilometer. Lejarälven som avvattnar avrinningsområdet har biflödesordning 3, vilket innebär att vattnet flödar genom totalt 3 vattendrag innan det når havet efter 367 kilometer. Avrinningsområdet består mestadels av skog (49 procent) och kalfjäll (27 procent). Avrinningsområdet har 11,74 kvadratkilometer vattenytor vilket ger det en sjöprocent på 20,6 procent.